# أشلي جاكسون
أشلي جاكسون (بالإنجليزية: Ashley Jackson)‏ هو مؤرخ بريطاني، ولد في 24 يونيو 1971.